# Walter Supper (Drehbuchautor)
Walter Supper (* 8. April 1887 in Hamm; † 3. März 1943 in Berlin) war ein deutscher Drehbuchautor.

## Leben
Der ausgebildete Jurist und Sänger wurde nach seiner Teilnahme am Ersten Weltkrieg Schriftsteller und verlegte sich ab 1920 auf das Schreiben von Drehbüchern. Dabei arbeitete er häufig mit dem Regisseur Carl Froelich zusammen. Gelegentlich fungierte er auch als Schauspieler, Schnittmeister oder Co-Produktionsleiter (1931 bei Mädchen in Uniform).
1934 stieg er zum Chef-Dramaturgen der UFA auf. Als Drehbuchautor arbeitete er nun vor allem für den Regisseur Arthur Robison. Da Supper sich weigerte, sich von seiner jüdischen Frau zu trennen, wurde er 1939 aus der Reichsschrifttumskammer ausgeschlossen. Er verübte zusammen mit seiner Frau Suizid.

## Filmografie
| - 1920: Die Kwannon von Okadera (nur Schauspieler) - 1921: Toteninsel - 1921: Irrende Seelen - 1922: Luise Millerin - 1924: Mutter und Kind - 1925: Kammermusik - 1925: Das Abenteuer der Sybille Brant - 1926: Rosen aus dem Süden - 1926: Die Flammen lügen (nur Schnitt) - 1927: Violantha - 1927: Die große Pause - 1928: Lotte - 1928: Liebe im Kuhstall - 1928: Zuflucht - 1929: Die Nacht gehört uns - 1929: Die Vierte von rechts | - 1930: Brand in der Oper - 1930: Hans in allen Gassen (nur Tonschnitt) - 1931: Luise, Königin von Preußen (nur Bildschnitt) - 1932: Die – oder keine - 1933: Reifende Jugend - 1934: Volldampf voraus! (nur Schauspieler) - 1934: Frühlingsmärchen - 1934: Fürst Woronzeff - 1934: Krach um Jolanthe - 1935: Die törichte Jungfrau - 1935: Der Zigeunerbaron - 1935: Mach’ mich glücklich - 1935: Schwarze Rosen - 1936: Stadt Anatol - 1936: Ritt in die Freiheit - 1942: Sommerliebe |